# Megophrys zhangi
Espèce
Synonymes
- Xenophrys zhangi (Ye & Fei, 1992)

Statut de conservation UICN

 NT  : Quasi menacé
Megophrys zhangi est une espèce d'amphibiens de la famille des Megophryidae.

## Répartition
Cette espèce est endémique du Sud de la Région autonome du Tibet en République populaire de Chine. Elle se rencontre entre 700 et 1 000 m d'altitude. Sa présence est incertaine au Népal,.

## Étymologie
Cette espèce est nommée en l'honneur de Ya-ping Zhang.

## Publication originale
- Ye & Fei, 1992 : A new pelobatid toad of the genus Megophrys from Xizang, China. Acta Herpetologica Sinica, vol. 1, no 2, p. 50-52.